# Синицине
Сини́цине (до 1948 року — Бара́к, крим. Baraq) — село Феодосійського району Автономної Республіки Крим. Населення становить 1424 особи. Орган місцевого самоврядування — Синицинська сільська рада. Розташоване на півночі району.

## Географія
Синицине — село в центрі району, в степовому Криму, в пониззі річки Субаш, у впадання в неї правої протоки Кхоур-Джілга, висота центру села над рівнем моря — 12 м. Найближчі населені пункти: — Краснівка за 3,5 км на північний схід і райцентр Кіровське — приблизно за 2 км на південний захід, там ж найближча залізнична станція — Кіровська (на лінії Джанкой-Феодосія).

## Історія
Перша документальна згадка села зустрічається в Камеральному Описі Криму … 1784 року, судячи з якого, в останній період Кримського ханства Барак входив в Старо-Кримський кадилик Кефінського каймакамства. Після анексії Криму Російською імперією (8) 19 квітня 1783 року , село було приписане до Левкопольського, а після ліквідації в 1787 році Левкопольського — до Феодосійського повіту Таврійської області . Після Павловських реформ, з 1796 по 1802 рік, входило в Акмечетський повіт Новоросійської губернії. За новим адміністративним поділом, після створення 8 (20) жовтня 1802 года Таврійської губернії , Барак був включений до складу Парпачської волості Феодосійського повіту.
За Відомостями про кількість селищ … перебувають у Феодосійському повіті від 14 жовтня 1805 року, в селі Борак значилося 13 дворів і 67 жителів. На військово-топографічній карті генерал-майора Мухіна 1817 роки село Барак також позначена з 13 дворами. Після реформи волосного поділу 1829 Барак, згідно «Ведомостей про казенні волості Таврійської губернії від 1829 року» , віднесли до Агерманської волості (перейменованої з Парпачської) . Потім, мабуть, внаслідок еміграції кримських татар в Туреччину, село спорожніло і на карті 1842 Барак позначений умовним знаком «мале село», тобто, менше 5 дворів.
У 1860-х роках, після земської реформи Олександра II, село приписали до Владиславської волості. Згідно «Пам'ятної книги Таврійської губернії за 1867 рік» , село Барак було покинуте мешканцями в 1860—1864 роках, в результаті еміграції кримських татар, особливо масової після Кримської війни 1853—1856 років, в Туреччину та представляло собою порожнє місце, а, згідно з «Списку населених місць Таврійської губернії за відомостями 1864 року», складеному за результатами VIII ревізії 1864 року, Барак — вже власницьке російське село з 10 дворами і 35 жителями при джерелі Субаш. На триверстовій мапі 1865—1876 року в селі Барак позначено 13 дворів.
Згідно енциклопедичного словника «Німці Росії» село була заселене кримськими німцями, менонітами і лютеранами, в 1882 році (на 5015 десятинах землі).
За «Пам'ятною книгою Таврійської губернії 1889 року», за результатами Х ревізії 1887 року в селі Барак значилося вже 37 дворів і 355 жителів — походження цих даних незрозуміло, оскільки за «… Пам'ятною книгою Таврійської губернії за 1892 рік» в селі Барак, яке входило в Унгутську сільську громаду, значилося 37 жителів в 1 домогосподарстві, а в не ввійшовших в сільську громаду Барака — 4 безземельних. За  «… Пам'ятною книгою Таврійської губернії за 1902 рік»  в селі Барак значилося 28 жителів в 9 домогосподарствах, за словником «Німці Росії» в 1904 році жителів 35, в 1911 — 61. В Статистичному довіднику Таврійської губернії 1915 року в Владиславській волості Феодосійського повіту значиться село Барак , з населенням 77 осіб.
Після радянської окупації, за постановою Кримревкома від 8 січня 1921 року була скасована волосна система і село увійшло до складу новоствореного Владиславовського району Феодосійського повіту, а в 1922 році повіти отримали назву округів. 11 жовтня 1923 року, згідно з постановою ВЦВК, в адміністративний поділ Кримської АРСР були внесені зміни, в результаті яких округу ліквідовувалися і Владиславовський район став самостійною адміністративною одиницею. Декретом ВЦВК від 04 вересня 1924 року «Про скасування деяких районів Автономної Кримської РСР» в жовтні 1924 року район був перетворений в Феодосійський та село включили до його складу. Згідно Списку населених пунктів Кримської АРСР за Всесоюзним переписом від 17 грудня 1926 року, в селі Барак, Іслям-Терекської сільради Феодосійського району, значилося 66 дворів, з них 33 селянських, населення становило 299 осіб, з них 204 німця, 78 росіян, 10 вірмен, 6 болгар, 1 записаний в графі «інші», діяла російсько-німецька школа I ступеня (п'ятирічка). Постановою ВЦВК «Про реорганізацію мережі районів Кримської АРСР» від 30 жовтня 1930 року з Феодосійського району був виділений (відтворений) Старо-Кримський район (за іншими відомостями 15 вересня 1931 року) і село включили до його складу, а, з утворенням в 1935 році Кіровського — до складу нового району. Незабаром після початку німецько-радянської війни, 18 серпня 1941 року німці з села були виселені, спочатку в Ставропольський край, а потім в Сибір і північний Казахстан.
Після звільнення Криму від нацистів 12 серпня 1944 року було прийнято постанову № ГОКО-6372с «Про переселення колгоспників в райони Криму» та в вересні того ж року в район приїхали перші переселенці, 428 сімей, з Тамбовської області, а на початку 1950-х років пішла друга хвиля переселенців. З 1954 року місцями найбільш масового набору населення стали різні області України. З 25 червня 1946 Барак в складі Кримської області РРФСР. Указом Президії Верховної Ради Української РСР від 18 травня 1948 року, Барак перейменували в Синицине. 26 квітня 1954 року Кримську область була передана зі складу РРФСР до складу УРСР. Указом Президії Верховної Ради УРСР «Про укрупнення сільських районів Кримської області», від 30 грудня 1962 року Кіровський район був скасований і село приєднали до Нижньогірського . 1 січня 1965 року, указом Президії Верховної Ради УРСР «Про внесення змін до адміністративного районування УРСР — по Кримській області» , знову включили до складу Кіровського. З 1968 року Синицине — центр сільради .